# Saikai

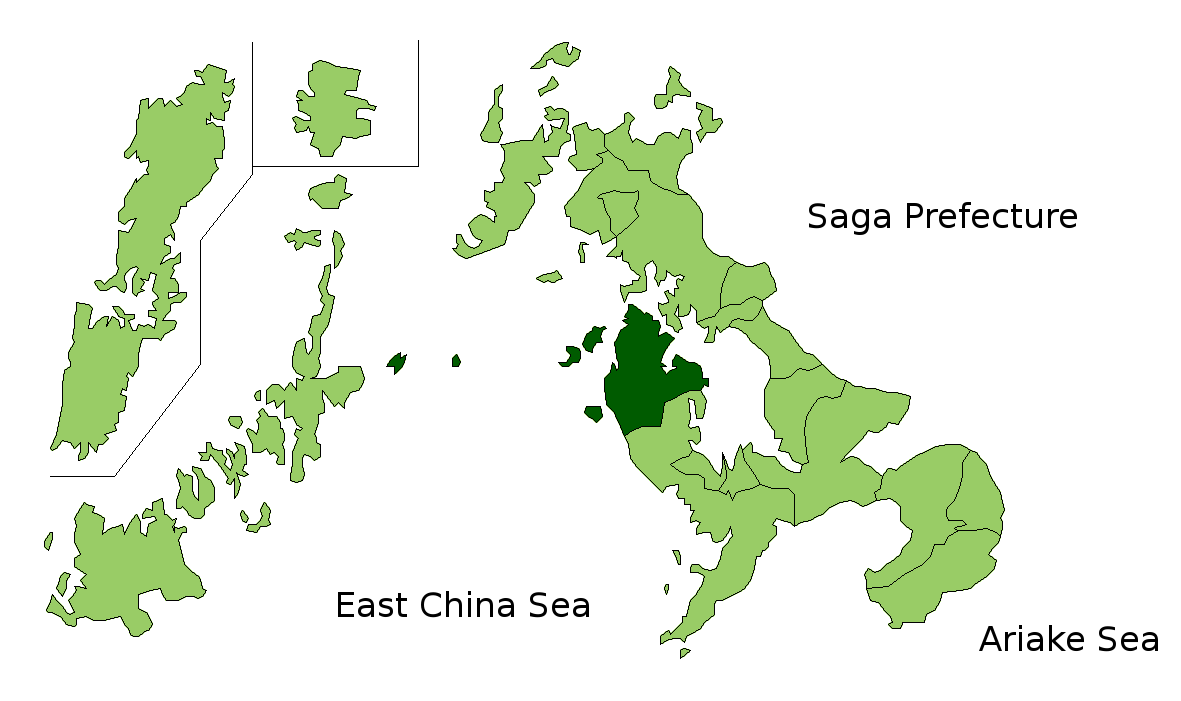

Saikai (西海市 Saikai-shi?) este un municipiu din Japonia, prefectura Nagasaki.